# 8181 Rossini
8181 Rossini è un asteroide della fascia principale. Scoperto nel 1992, presenta un'orbita caratterizzata da un semiasse maggiore pari a 2,7461884 UA e da un'eccentricità di 0,1054135, inclinata di 5,11734° rispetto all'eclittica.
L'asteroide è dedicato al compositore pesarese Gioachino Rossini.